# Rad (district de Trebišov)
Pour les articles homonymes, voir RAD.
Rad est un village de Slovaquie situé dans la région de Košice.

## Histoire
Première mention écrite du village en 1418.
La localité fut annexée par la Hongrie après le premier arbitrage de Vienne le 2 novembre 1938. En 1938, on comptait 542 habitants dont 34 d'origines juives. Elle faisait partie du district de Medzibodrožie (hongrois : Bodrogközi járás). Durant la période 1938 - 1944, le nom hongrois Rad était d'usage. À la fin de la guerre, la commune a été réintégrée dans la Tchécoslovaquie reconstituée.

## Démographie

### Évolution de la population
| Année:               | 1994. | 2004.    | 2014.   | 2024.    |
| -------------------- | ----- | -------- | ------- | -------- |
| Nombre de personnes: | 522   | 582      | 552     | 479      |
| Différence:          |       | +11,49 % | -5,15 % | -13,22 % |

| Année:               | 2023. | 2024.   |
| -------------------- | ----- | ------- |
| Nombre de personnes: | 491   | 479     |
| Différence:          |       | -2,44 % |